# Gündüzlü, İnegöl
Gündüzlü là một xã thuộc huyện İnegöl, tỉnh Bursa, Thổ Nhĩ Kỳ. Dân số thời điểm năm 2011 là 777 người.